# Георгий Шимонович
Георгий (Юрий) Шимонович — знатный боярин при князьях Всеволоде Ярославиче, Владимире Мономахе и Юрии Долгоруком, ростовский тысяцкий, сын Шимона Африкановича.

## Биография
В Киево-Печерском патерике сообщается, что Георгий был обращён в православие вместе с отцом, то есть в 1068 году, когда тот был тяжело ранен в битве на реке Альте. С раннего детства Георгий страдал болезнью глаз, из-за которой ничего не видел.  Его отец Шимон (Симон) упрашивал Феодосия Печерского молиться «о сыну моем Георгии». Сам Георгий, по свидетельству того же патерика, вспоминал, что болел три лета, не видя ни блеска солнечного, но услышал из уст Феодосия: «Прозри!» — и прозрел. Феодосий скончался 3 мая 1074 года. То есть можно предположить, что Георгий родился в 1060-х годах.
Георгий Шимонович был одним из самых доверенных лиц Владимира Всеволодовича Мономаха. По данным «Киево-Печерского патерика», ему Мономах поручил быть главным советником при сыне своем Юрии (прозванном впоследствии Долгоруким), отправленном на княжение в Ростово-Суздальскую землю.
Он стал ростовским тысяцким, хотя жил в Суздале. Археологические раскопки в Суздале показали, что среди его обитателей в третьей четверти XI века появилась группа дружинников скандинавского происхождения.
Георгий, так же, как и его отец, был связан с Киево-Печерской лаврой. Вероятно, не без его участия появился суздальский филиал знаменитой обители — Дмитриевский монастырь. Летопись под 1096 г. упоминает о «дворе монастырском Печерского монастыря» с церковью св. Дмитрия, как уцелевшем при сожжении врагами Суздаля. Составитель «Киево-Печерского патерика» свидетельствует о том, что Дмитриевский храм стал, согласно завещанию тысяцкого Георгия, родовой усыпальницей его потомков, вплоть до правнуков, живших в первой трети XIII века. С территории бывшего Дмитриевского монастыря в Суздале происходит белокаменный саркофаг XII века, явно предназначавшийся для погребения в нем очень знатного лица. Предполагается, что в этом саркофаге был похоронен кто-то из членов семьи Георгия.
В 1120 году Георгий Шимонович принял участие в победоносном походе Юрия Долгорукого на Волжскую Болгарию.
Под 1130 годом в летописи упомянуто, что Георгий также прислал в Лавру золото и серебро из Суздаля для украшения могилы святого Феодосия Печерского. Ценнейший дар доставили по назначению подчинённый Георгию Шимоновичу боярин Василий и его спутники. Подробный рассказ о доставке сокровища содержится в «Слове об оковании гроба преподобного Феодосия Печерского», включённом в Киево-Печерский патерик.
Ещё одно упоминание о Георгии Шимоновиче в патерике датируется 1149 годом, когда он с Юрием Долгоруким и его союзниками-половцами ходил на великого князя Изяслава Мстиславича и захватывал Киев. После этого Долгорукий «тысяцкому своему Георгию, как отцу, передал в управление всю землю Суздальскую».
Вероятно, примерно после этих событий в начале 1150-х годов Георгий Шимонович, находясь уже в очень преклонном возрасте, умер. Умирая, он завещал своей семье помогать Киево-Печерской лавре.
Должность тысяцкого в этой земле ему, возможно, удалось сделать наследственной.

## Потомки
О потомках Георгия Шимоновича в ближайших двух-трех поколениях почти ничего не известно. Составитель «Киево-Печерского патерика» в самой ранней редакции ограничился указанием на то, что представители этой семьи продолжали жить в Суздале и оставались ктиторами Дмитриевского монастыря вплоть до первой трети XIII века.
В родословных таблицах указывается, что у него был сын Иван, внук Федор и правнук Протасий. Однако здесь существует хронологическая нестыковка, поскольку Протасий был московским тысяцким при Иване Калите. Поэтому некоторые исследователи делают допущение, что Иван был не сыном, а внуком Георгия Шимоновича, а имя его сына неизвестно.

## Версия Артынова
Ростовский краевед Александр Артынов считает, что у Георгия был сын Симеон, по прозванию Симонов, «наместник Ростовский, тысяцкий Суздальский», у которого был терем в селе Варницы, и приводит одно связанное с ним предание под 1153 г. В Симеона Симонова (в предании он титулуется «князь»), который отличался храбростью и умом, влюбилась младшая дочь князя Ростислава Мстиславича Черниговского Дарья, которая жила при дворе своей сестры Лукерьи — жены управлявшего Ростовом князя Глеба, сына Юрия Долгорукого. Сам Симеон был к тому времени уже помолвлен с княжной Марией, дочерью князя Александра Борисовича, внука Юрия Долгорукого.
По наущению своей жены князь Глеб решил расторгнуть союз Симеона с Марией. Когда Симеон после съезда ростовских удельных князей возвращался один по малолюдной улице, на него напала толпа вооруженных людей, которые связали его и бросили в подвал. Туда к нему стала приходить старица, чтобы уговаривать жениться на богатой невесте, описывая красоту и нравственные достоинства княжны Дарьи. Симеон понял, кто лишил его свободы и, зная нрав князя Глеба, не надеялся быстро выйти из темницы.
В это время в ростовские земли вторгся муромский князь Давыд Юрьевич, чтобы свести с Глебом старые счеты. Он разбил стан на берегу реки Устье. Узнав, что Симеон томится в заключении у Глеба, Мария упросила своего отца князя Александра Борисовича отправить посольство своему другу Давыду Юрьевичу, чтобы тот помог освободить его и судить Глеба. В числе послов был неизвестный витязь, который дал слово - не поднимать решетку своего шелома до разрешения спора.
Глеб и Давыд договорились покончить брань единоборством: если победит Глеб, Давыду надлежит немедленно возвратиться в Муром, в противном случае ему придется выполнить все требования Давыда и освободить из неволи Симеона Юрьевича.
Вместо князя Давыда вышел на единоборство неизвестный витязь с опущенной решеткой шелома. У князя же Глеба не нашлось никого, кто бы мог выйти вместо него, и ему самому пришлось сразиться с противником. Он потерпел поражение и по праву сильного стал пленником загадочного воина, который грозно потребовал немедленно освободить Симеона.
До окончания «дела» ростовский князь был заключен в цепи и взят под стражу. Вскоре состоялся размен пленников. Симеона освободил от оков неизвестный витязь, а Глеба от цепей - Давыд. После размена неизвестный витязь стал посреди собрания и сказал: «Я добровольно наложил на себя заповедь не поднимать решетку своего шелома до окончания дела с князем Глебом. Эту заповедь я исполнил». С этими словами витязь поднял решетку. С величайшим удивлением узнали все в победителе князя Глеба княжну Марию, невесту Симеона.
В качестве косвенного подтверждения подлинности предания Артынов приводит сообщение из книги «Удельных князей Ростовских» о том, что на том месте, где в его времена стоит деревня Глебовка, был раньше терем князя Глеба Юрьевича, в котором «содержался в заточении князь Симеон Юрьевич, потомок князя Симона Варяга, которого освободила из заточения княжна Мария, дочь князя Александра Борисовича, невеста его, под видом витязя». На том же месте, где стоял терем князя Симеона, потом был расположен погост Семеновский.
Краевед отмечает также, что терем князя Симеона перешел в приданое вено за его дочерью княжной Евпраксией, выданной за князя Михаила Семеновича Луговского, сына Ростовского епископа Арсения I. После князя Михаила терем этот принадлежал сыну его князю Семену Михайловичу Луговскому, наместнику Сретенской половины Ростова, который построил там церковь.
Подобной информации более нигде не встречается, и достоверность её вызывает сомнения. Князь Глеб Юрьевич, сын Юрия Долгорукого, известен истории, и женат он был на дочери черниговского князя — но не Ростислава Мстиславича (такой черниговский князь неизвестен, а имя больше характерно для смоленских князей), а Изяслава Давыдовича, и имя её неизвестно. Причем брак состоялся в 1156 г., а описываемые события предание относит к 1153-му. О её сестре Дарье также ничего не известно. У Глеба Юрьевича действительно был брат Борис, но его сын Александр не упоминается, и тем более его дочь Мария. Давыд Юрьевич княжил в Муроме в начале XIII в. Епископ Ростовский, Ярославский и Белозерский Арсений Луговской-Грива жил во второй половине XIV в.
Артынов также считал, что потомком Георгия является преподобный Сергий Радонежский.

## Основатель родов
От Георгия в конце XVII века выводили своё происхождение несколько русских родов:
- Воронцовы
- Вельяминовы
- Воронцовы-Вельяминовы
- Башмаковы
- Аксаковы
- Исленьевы